# Irlande aux Jeux olympiques d'hiver de 2010
Cet article contient des informations sur la participation et les résultats de l'Irlande aux Jeux olympiques d'hiver de 2010 à Vancouver au Canada. C'était sa 5e participation aux Jeux olympiques d'hiver.

## Cérémonies d'ouverture et de clôture

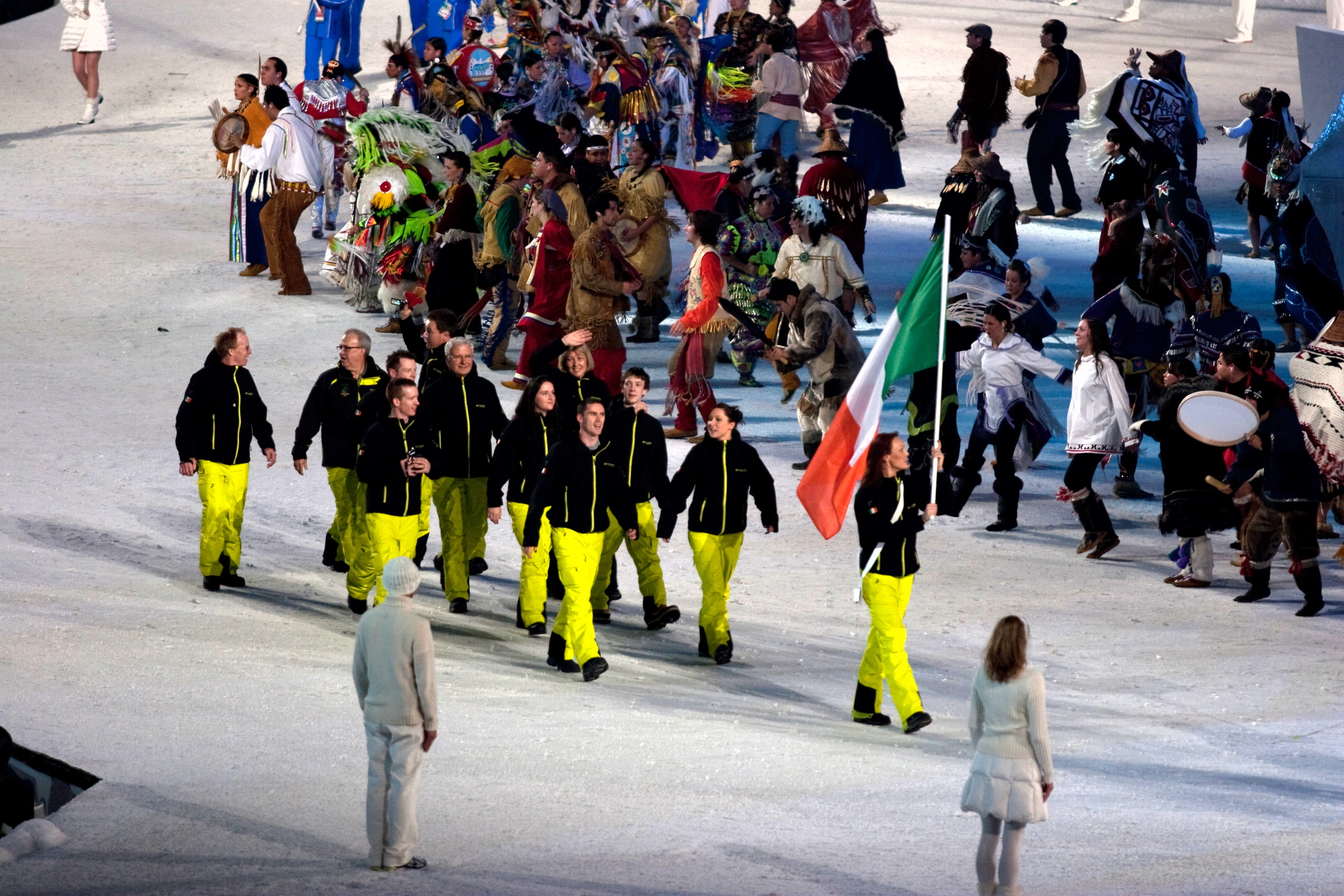
Entrée de la délégation irlandaise lors de la cérémonie d'ouverture.

Comme cela est de coutume, la Grèce, berceau des Jeux olympiques, ouvre le défilé des nations, tandis que le Canada, en tant que pays organisateur, ferme la marche. Les autres pays défilent par ordre alphabétique. L'Irlande est la 39e des 82 délégations à entrer dans le BC Place Stadium de Vancouver au cours du défilé des nations durant la cérémonie d'ouverture, après l'Iran et avant Israël. Cette cérémonie est dédiée au lugeur géorgien Nodar Kumaritashvili, mort la veille après une sortie de piste durant un entraînement. Le porte-drapeau du pays est la bobeuse Aoife Hoey.
Lors de la cérémonie de clôture qui se déroule également au BC Place Stadium, les porte-drapeaux des différentes délégations entrent ensemble dans le stade olympique et forment un cercle autour du chaudron abritant la flamme olympique. Le drapeau irlandais est alors porté par Shane O'Connor, un skieur alpin.

## Engagés par sport

### Bobsleigh
| Nom(s)                  | Épreuve |
| ----------------------- | ------- |
| Aoife Hoey Clare Bergin |         |

### Skeleton
| Nom             | Épreuve |
| --------------- | ------- |
| Patrick Shannon |         |

### Ski alpin
| Nom            | Épreuve |
| -------------- | ------- |
| Shane O’Connor | Slalom  |
| Kirsty McGarry | Slalom  |

### Ski de fond
| Nom                | Épreuve |
| ------------------ | ------- |
| Peter-James Barron |         |

## Diffusion des Jeux en Irlande
Les Irlandais peuvent suivre les épreuves olympiques en regardant les chaînes du groupe public Raidió Teilifís Éireann (RTÉ), ainsi que sur le câble et le satellite sur Eurosport. Eurosport et Eurovision permettent d'assurer la couverture médiatique irlandaise sur Internet.